# Schistochila nuda
Schistochila nuda là một loài rêu trong họ Schistochilaceae. Loài này được Horik. mô tả khoa học đầu tiên năm 1934.